# 1302 w polityce

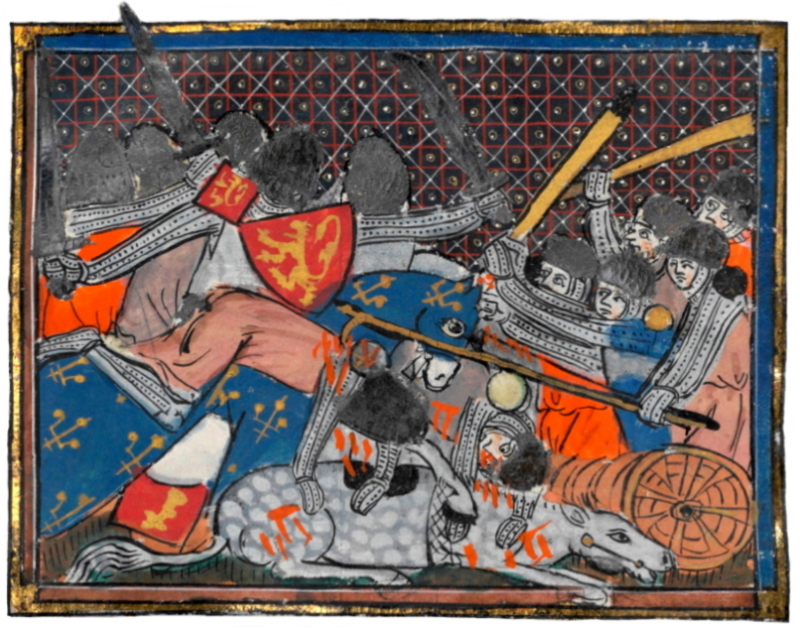
Bitwa pod Courtrai

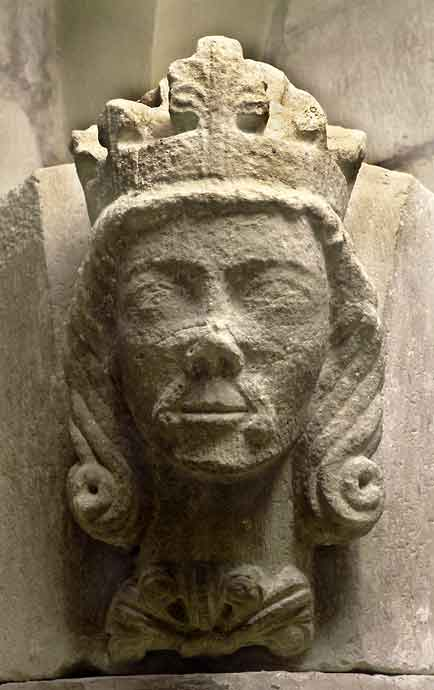
Waldemar Birgersson, król Szwecji

Wydarzenia polityczne w 1302 roku.

## Wydarzenia
- 18 marca wybuchło we Flandrii powstanie antyfrancuskie[1][2][3].
- 10 kwietnia w Paryżu zebrały się Stany Generalne[2][4].
- 11 lipca Bitwa pod Courtrai, zwana "bitwą złotych ostróg"[5][6]. Powstańcy pokonują armię francuską[7]. W walce ginie dowodzący Francuzami Robert II Szlachetny[8]. Wynik starcia był dowodem na to, że piechota może w sprzyjających warunkach wygrać w boju z ciężkozbrojną jazdą rycerską.

## Urodzili się
- Azzone Visconti władca Mediolanu[9].

## Zmarli
- Waldemar Birgersson, król Szwecji[10].